# Abdel-Amir Yarallah
Abdel-Amir Yarallah (Baghdad, 18 agosto 1964) è un generale iracheno, attuale capo di stato maggiore generale delle Forze armate irachene.

## Biografia
Yarallah è entrato a far parte dell'Esercito iracheno durante il governo di Saddam Hussein partecipando alla Guerra Iran-Iraq. Durante la Guerra civile in Iraq è stato uno dei comandanti delle forze governative irachene impegnate nella lotta contro il movimento terrorista fondamentalista dello Stato Islamico. L'8 giugno 2020 è stato nominato capo di stato maggiore generale delle Forze armate irachene.